# Castrelo de Miño
Castrelo de Miño è un comune spagnolo di 2 034 abitanti situato nella comunità autonoma della Galizia.